# Jason Gould
Jason Emanuel Gould, lepiej znany jako Jason Gould (ur. 29 grudnia 1966 w Nowym Jorku) – amerykański aktor filmowy, teatralny i telewizyjny, także reżyser, scenarzysta i producent filmowy.

## Życiorys

### Wczesne lata
Urodził się w Nowym Jorku jako syn piosenkarki/aktorki Barbry Streisand i aktora Elliotta Goulda. Blisko pięć lat po jego narodzinach jego rodzice rozwiedli się – 9 lipca 1971 roku. Lata dojrzewania spędził w Los Angeles w Kalifornii.

### Kariera
Po raz pierwszy pojawił się przed kamerą, mając sześć lat w komediodramacie Jak się zabawić? (Up the Sandbox, 1972) u boku swojej matki i Davida Selby. Wystąpił potem w dwóch melodramatach: Camerona Crowe Nic nie mów (Say Anything..., 1989) z udziałem Johna Cusacka, Ione Skye, Johna Mahoneya, Lili Taylor, Jeremy’ego Pivena i Erica Stoltza oraz Książę przypływów (The Prince of Tides, 1991) w reżyserii i z udziałem swojej matki Barbry Streisand. W filmie akcji Tajna przesyłka (Subterfuge, 1996) zagrał Alfiego Slade'a, geniusza komputerowego. Był ekranowym bratem Matta McColma, który wystąpił jako Jonathan Slade, muskularny były żołnierz-macho.
W 1997 na scenie teatru West End debiutował w roli Davida – realizatora opery w dramacie Zmierzch złota (The Twilight of the Golds) w Arts Theatre w Londynie.
Nagrał płytę Jason Gould (2012) oraz singiel Morning Prayer/Groove (2013). W uwspółcześnionej filmowej adaptacji powieści Charlesa Dickensa Scrooge i Marley (Scrooge & Marley, 2012) zaśpiewał utwór „Amazing”. We wrześniu 2014 roku w duecie ze swoją matką nagrał piosenkę „How Deep Is the Ocean” (Jak głęboki jest ocean) promującą album Partners.

### Życie prywatne
W 1988 roku, w wieku 21 lat, ujawnił przed rodzicami swoją orientację homoseksualną. W 1991 roku tabloidy podały do wiadomości publicznej, że Gould jest gejem.

## Filmografia

### obsada aktorska
- 1972: Jak się zabawić? (Up the Sandbox) – chłopiec (niewymieniony w czołówce)
- 1988: The Bronx Zoo (serial TV) – Henry
- 1989: Nic nie mów (Say Anything...) – Mike Cameron
- 1989: Kawał kina (The Big Picture) – Carl Manknik
- 1989: Wysłuchaj mnie (Listen to Me) – Hinkelstein
- 1991: Książę przypływów (The Prince of Tides) – Bernard Woodruff
- 1996: Tajna przesyłka (Subterfuge) – Alfie Slade

### reżyser/scenarzysta/producent
- 1997: Inside Out
- 2000: Życie chłopców 3 (Boys Life 3)